# Panicum hillebrandianum
Panicum hillebrandianum är en gräsart som beskrevs av Albert Spear Hitchcock. Panicum hillebrandianum ingår i släktet vipphirser, och familjen gräs. Inga underarter finns listade i Catalogue of Life.